# Maria Perlorentzou
Maria Perlorentzou, coniugata Pompili (Atene, 1942), è una grecista e traduttrice greca naturalizzata italiana.

## Biografia
Ha studiato alla Facoltà di Lettere e Filosofia dell'Università Nazionale Capodistriana di Atene dove si è laureata nel 1970. Nel biennio successivo fece degli studi post laurea presso la Facoltà di Lettere e Filosofia dell'Università di Bologna. Nell'anno accademico 1972-1973 ha lavorato all'Università degli Studi di Bari come assistente della cattedra di Lingua e Letteratura Neogreca della Facoltà di Lettere e Filosofia, e dal 1973 al 1977 è stata docente presso l'Università degli Studi "Gabriele d'Annunzio" di Chieti. Tornata a Bari, vi ha insegnato come professore associato dal 1978.

## Opere
I suoi scritti riguardano principalmente la letteratura greca moderna del XIX e del XX secolo.

Per la letteratura del il primo Ottocento ha pubblicato saggistica relativa a due opere importanti di Evanthia Kairi (1799-1866), e all'autobiografia di Elisavet Moutzan Martinengou (1801-1832).

Per la poesia del Novecento si è occupata dell'opera completa di Aris Alexandrou (1922-1978). Ha tradotto in italiano Kostantinos Kavafis, Kostas Sterghiopoulos (1926) e Andreas Pagoulatos (1948-2010). Si è occupata di Kostis Palamas in qualità di traduttore di poesie dall'italiano al greco.

Per la prosa si è occupata di Giannis Psycharis, delle opere di fantascienza di Dhimosthenis Vutiras, e della produzione innovativa di Stratis Tsirkas, Tassos Livadhitis, Odisseas Elitis e Nanos Valaoritis.
 
Uno dei suoi contributi maggiori è stato quello di avere ritrovato, tradotto e pubblicato i testi di Alkiviadis Giannopoulos detto "Alk Gian" (1896-1981), l'unico autore greco attivamente partecipante al movimento futurista. 
In particolare, è stata autrice dei seguenti saggi monografici:
- Aris Alexandru. I segni di un percorso, Fasano, Schena, 1985, ISBN 978-88-7514-001-4
- La lingua greca dalla Κοινή al XX secolo. Dati storici ed evoluzione linguistica, Istituto di Studi dell'Europa Orientale, Università di Bari, 1999
- Alk Gian, futurista, Bari, Crav - B.A. Graphis, 1999
- Andreas Pagoulatos. Pérama e il suo canto, Bari, Crav - B.A. Graphis, 2008
- Trenta e un racconto del Novecento greco, collana "Il pianeta scritto", Lecce, Argo, 2019, ISBN 978-88-8234-203-6